# ISRO
Tổ chức Nghiên cứu Vũ trụ Ấn Độ (tiếng Hindi: भारतीय अन्तरिक्ष अनुसंधान संगठन, đã Latinh hoá: bhārtīya antrikṣ anusandhān saṅgṭhan trong IAST; tiếng Anh: Indian Space Research Organisation viết tắt ISRO) là cơ quan nghiên cứu không gian thuộc chính phủ Ấn Độ, có trụ sở tại Bengaluru. Tầm nhìn của tổ chức này là "khai thác công nghệ vũ trụ để phát triển quốc gia trong khi theo đuổi nghiên cứu khoa học vũ trụ và khám phá hành tinh." Ủy ban nghiên cứu không gian quốc gia Ấn Độ (INCOSPAR) được thành lập trong nhiệm kỳ Jawaharlal Nehru  thuộc Bộ năng lượng nguyên tử (DAE) năm 1962, với sự thúc giục của nhà khoa học Vikram Sarabhai nhận ra sự cần thiết trong nghiên cứu không gian. INCOSPAR đã phát triển và trở thành ISRO trong 1969, và cũng thuộc DAE. Năm 1972, Chính phủ Ấn Độ thành lập Ủy ban Vũ trụ và Cục Vũ trụ (DOS), đưa ISRO thuộc DOS. Do đó, việc thành lập ISRO được thể chế hóa các hoạt động nghiên cứu không gian ở Ấn Độ. Nó được quản lý bởi DOS, báo cáo cho thủ tướng Ấn Độ. Tổ chức này đã được thành lập theo hình thức hiện đại vào năm 1969 như là một kết quả của việc phối hợp các nỗ lực bắt đầu sớm hơn. Dưới sự hướng dẫn của một số nhà khoa học, ISRO đã tiến hành một loạt các hoạt động hỗ trợ của những chiếc tên lửa cả khách hàng trong nước và quốc tế. ISRO có một số lĩnh vực của bản cài đặt và sử dụng tại các hợp tác với cộng đồng quốc tế là một phần của một số thỏa thuận song phương và đa phương.

## Lịch sử

### Năm hình thành
Nghiên cứu không gian hiện đại ở Ấn Độ có thể bắt nguồn từ những năm 1920, khi nhà khoa học SK Mitra tiến hành một loạt thí nghiệm về tầng điện ly thông qua đài phát thanh trên mặt đất ở Kolkata. Sau đó, các nhà khoa học Ấn Độ như CV Raman và Meghnad Saha đã đóng góp vào các nguyên tắc khoa học áp dụng trong khoa học vũ trụ. Sau năm 1945, những phát triển quan trọng đã được thực hiện trong nghiên cứu không gian phối hợp ở Ấn Độ bởi hai nhà khoa học: Vikram Sarabhai —người sáng lập Phòng thí nghiệm Nghiên cứu Vật lý tại Ahmedabad — và Homi Bhabha., người đã thành lập Viện Nghiên cứu Cơ bản Tata vào năm 1945. Các thí nghiệm ban đầu trong khoa học vũ trụ bao gồm nghiên cứu bức xạ vũ trụ, độ cao và thử nghiệm trên không, thí nghiệm sâu dưới lòng đất tại các mỏ Kolar — một trong những địa điểm khai thác sâu nhất trên thế giới —Và các nghiên cứu về tầng cao của bầu khí quyển. Những nghiên cứu này được thực hiện tại các phòng thí nghiệm nghiên cứu, trường đại học và các địa điểm độc lập.
Năm 1950, Bộ Năng lượng Nguyên tử (DAE) được thành lập với Bhabha là thư ký của nó. Nó cung cấp kinh phí cho nghiên cứu không gian trên khắp Ấn Độ. Trong thời gian này, các thử nghiệm tiếp tục về các khía cạnh của khí tượng và từ trường Trái đất, một chủ đề đã được nghiên cứu ở Ấn Độ kể từ khi thành lập Đài thiên văn Colaba vào năm 1823. Năm 1954, Viện nghiên cứu khoa học quan sát Aryabhatta (ARIES) được thành lập ở chân núi của dãy Himalaya. Đài quan sát Rangpur được thành lập năm 1957 tại Đại học Osmania, Hyderabad. Chính phủ Ấn Độ khuyến khích nghiên cứu vũ trụ. Năm 1957, Liên Xô phóng Sputnik 1 và mở ra khả năng cho phần còn lại của thế giới tiến hành một vụ phóng vào không gian.
Ủy ban Quốc gia về Nghiên cứu Không gian của Ấn Độ (INCOSPAR) được thành lập vào năm 1962 bởi Thủ tướng Jawaharlal Nehru theo sự thúc giục của Vikram Sarabhai. Ban đầu không có bộ chuyên trách về chương trình vũ trụ và mọi hoạt động của INCOSPAR liên quan đến công nghệ vũ trụ vẫn tiếp tục hoạt động trong DAE. HGS Murthy được bổ nhiệm làm giám đốc đầu tiên của Trạm phóng Tên lửa Xích đạo Thumba, nơi các tên lửa phát ra âm thanh được bắn, đánh dấu sự khởi đầu của nghiên cứu khí quyển trên cao ở Ấn Độ. Một loạt tên lửa âm thanh bản địa tên là Rohinisau đó được phát triển và bắt đầu được phóng từ năm 1967 trở đi.

### Những năm 1970 và 1980
Dưới thời chính phủ của Indira Gandhi, INCOSPAR đã được ISRO thay thế. Sau đó vào năm 1972, một ủy ban không gian và Cục Không gian (DOS) được thành lập để giám sát việc phát triển công nghệ vũ trụ ở Ấn Độ đặc biệt và ISRO được đưa vào hoạt động của DOS, thể chế hóa nghiên cứu không gian ở Ấn Độ và đưa chương trình không gian của Ấn Độ trở thành hình thức hiện có. Ấn Độ tham gia chương trình Interkosmos của Liên Xô để hợp tác không gian và đưa vệ tinh Aryabhatta đầu tiên lên quỹ đạo thông qua một tên lửa của Liên Xô.
Các nỗ lực phát triển phương tiện phóng theo quỹ đạo bắt đầu sau khi làm chủ công nghệ tên lửa định vị. Ý tưởng là phát triển một bệ phóng có khả năng cung cấp đủ vận tốc cho khối lượng 35 kg (77 lb) để đi vào quỹ đạo thấp của Trái đất. ISRO đã mất 7 năm để phát triển Phương tiện phóng vệ tinh có khả năng đưa 40 kg (88 lb) lên quỹ đạo 400 km (250 mi). Một bệ phóng SLV, các trạm mặt đất, mạng theo dõi, radar và các phương tiện liên lạc khác đã được thiết lập cho một chiến dịch phóng. Lần phóng đầu tiên của SLV vào năm 1979 mang theo công nghệ Rohini nhưng không thể đưa vệ tinh vào quỹ đạo mong muốn của nó. Tiếp theo là vụ phóng thành công vào năm 1980 mang theo một chiếc Rohini Series-Ivệ tinh, đưa Ấn Độ trở thành quốc gia thứ bảy lên quỹ đạo Trái đất sau Liên Xô, Mỹ, Pháp, Anh, Trung Quốc và Nhật Bản. RS-1 là vệ tinh thứ ba của Ấn Độ lên quỹ đạo khi Bhaskara được Liên Xô phóng vào năm 1979. Nỗ lực phát triển một phương tiện phóng hạng trung có khả năng đưa các tàu vũ trụ hạng 600 kg (1.300 lb) lên 1.000 km (620 mi) ) Quỹ đạo đồng bộ mặt trời đã bắt đầu vào năm 1978. [23] Sau đó, chúng sẽ dẫn đến sự phát triển của PSLV. SLV-3 sau đó có thêm hai lần phóng nữa trước khi ngừng hoạt động vào năm 1983. Trung tâm Hệ thống Lực đẩy Chất lỏng của ISRO(LPSC) được thành lập vào năm 1985 và bắt đầu làm việc trên một động cơ mạnh hơn, Vikas, dựa trên người Viking của Pháp. Hai năm sau, các cơ sở thử nghiệm động cơ tên lửa sử dụng nhiên liệu lỏng được thành lập và bắt đầu phát triển và thử nghiệm các động cơ đẩy tên lửa khác nhau.
Đồng thời, một tên lửa nhiên liệu rắn khác Phương tiện phóng vệ tinh tăng cường dựa trên SLV-3 đang được phát triển và các công nghệ phóng vệ tinh lên quỹ đạo địa tĩnh (GTO). ASLV có thành công hạn chế và nhiều lần phóng thất bại; nó đã sớm bị ngừng sản xuất. Bên cạnh đó, các công nghệ cho Hệ thống vệ tinh quốc gia Ấn Độ về vệ tinh liên lạc và Chương trình Viễn thám Ấn Độ cho các vệ tinh quan sát trái đất đã được phát triển và khởi xướng từ nước ngoài. Số lượng vệ tinh cuối cùng đã tăng lên và các hệ thống được thiết lập như một trong những chòm sao vệ tinh lớn nhất trên thế giới, với liên lạc đa băng tần, ảnh radar, ảnh quang học và vệ tinh khí tượng.

### Những năm 1990 và đầu thế kỷ 21
Sự xuất hiện của PSLV vào những năm 1990 đã trở thành một động lực lớn cho chương trình vũ trụ của Ấn Độ. Ngoại trừ chuyến bay đầu tiên vào năm 1994 và hai lần thất bại sau đó, PSLV đã có hơn 50 chuyến bay thành công. PSLV cho phép Ấn Độ phóng tất cả các vệ tinh lên quỹ đạo Trái đất tầm thấp, các vệ tinh có trọng tải nhỏ lên GTO và hàng trăm vệ tinh nước ngoài. Cùng với các chuyến bay PSLV, việc phát triển một tên lửa mới, Phương tiện phóng vệ tinh không đồng bộ địa lý (GSLV) đã được tiến hành. Ấn Độ đã cố gắng mua động cơ đông lạnh tầng trên từ Glavkosmos của Nga nhưng bị Hoa Kỳ ngăn cản. Kết quả là KVD-1động cơ được nhập khẩu từ Nga theo một thỏa thuận mới có thành công hạn chế và một dự án phát triển công nghệ đông lạnh bản địa đã được khởi động vào năm 1994, mất hai thập kỷ để hoàn thành. Một thỏa thuận mới đã được ký với Nga cho bảy giai đoạn đông lạnh KVD-1 và giai đoạn chế tạo trên mặt đất mà không cần chuyển giao công nghệ, thay vì năm giai đoạn đông lạnh cùng với công nghệ và thiết kế trong thỏa thuận trước đó. Các động cơ này được sử dụng cho các chuyến bay ban đầu và được đặt tên là GSLV Mk.1. ISRO bị chính phủ Hoa Kỳ trừng phạt từ ngày 6 tháng 5 năm 1992 đến ngày 6 tháng 5 năm 1994. Sau khi Hoa Kỳ từ chối giúp Ấn Độ với Hệ thống Định vị Toàn cầu(GPS) công nghệ trong chiến tranh Kargil, ISRO đã được thúc đẩy phát triển hệ thống định vị vệ tinh IRNSS của riêng mình mà hiện nay nó đang mở rộng hơn nữa.
Năm 2003, khi Trung Quốc đưa con người vào vũ trụ , Thủ tướng Atal Bihari Vajpayee đã thúc giục các nhà khoa học phát triển công nghệ đưa con người lên Mặt trăng và các chương trình cho các sứ mệnh mặt trăng, hành tinh và phi hành đoàn được bắt đầu. ISRO đã phóng Chandrayaan-1 vào năm 2008, tàu thăm dò đầu tiên xác minh sự hiện diện của nước trên Mặt Trăng và Sứ mệnh Quỹ đạo Sao Hỏa vào năm 2013, là tàu vũ trụ châu Á đầu tiên đi vào quỹ đạo Sao Hỏa; Ấn Độ là quốc gia đầu tiên thành công trong nỗ lực đầu tiên của mình. Sau đó, giai đoạn trên đông lạnh cho tên lửa GSLV đi vào hoạt động, đưa Ấn Độ trở thành quốc gia thứ sáu có đầy đủ khả năng phóng. Một bệ phóng hạng nặng mới GSLV Mk III đã được giới thiệu vào năm 2014 cho các vệ tinh nặng hơn và các sứ mệnh không gian của con người trong tương lai.

### Biểu trưng đại lý
ISRO không có logo chính thức cho đến năm 2002. Logo được thông qua bao gồm một mũi tên màu cam bắn lên trên gắn với hai bảng vệ tinh màu xanh lam với tên của ISRO được viết bằng hai bộ văn bản, màu cam Devanagari ở bên trái và màu xanh lam Tiếng Anh trong kiểu chữ Prakrta ở bên phải.

## Mục tiêu và mục tiêu
ISRO là cơ quan không gian quốc gia của Ấn Độ với mục đích tất cả các ứng dụng dựa trên không gian như trinh sát, thông tin liên lạc và thực hiện nghiên cứu. Nó đảm nhận việc thiết kế và phát triển tên lửa không gian, vệ tinh, khám phá tầng khí quyển và các sứ mệnh thám hiểm không gian sâu. ISRO cũng đã ấp ủ các công nghệ của mình trong lĩnh vực không gian tư nhân của Ấn Độ, thúc đẩy sự phát triển của nó. Sarabhai cho biết vào năm 1969
Có một số người đặt câu hỏi về sự liên quan của các hoạt động không gian ở một quốc gia đang phát triển. Đối với chúng tôi, không có sự mơ hồ về mục đích. Chúng ta không có ảo tưởng cạnh tranh với các quốc gia tiên tiến về kinh tế trong việc khám phá Mặt trăng hoặc các hành tinh hoặc chuyến bay không gian có người lái. Nhưng chúng tôi tin chắc rằng nếu chúng tôi muốn đóng một vai trò có ý nghĩa trên bình diện quốc gia và cộng đồng các quốc gia, chúng tôi phải không ai sánh kịp trong việc áp dụng các công nghệ tiên tiến vào các vấn đề thực tế của con người và xã hội mà chúng tôi tìm thấy ở đất nước mình. Và chúng ta nên lưu ý rằng việc áp dụng các công nghệ và phương pháp phân tích phức tạp cho các vấn đề của chúng ta không nên nhầm lẫn với việc bắt tay vào các kế hoạch hoành tráng, mà tác động chính của nó là để hiển thị hơn là cho sự tiến bộ được đo bằng các điều kiện kinh tế và xã hội cứng nhắc.
Cựu tổng thống của Ấn Độ, APJ Abdul Kalam, cho biết:
Rất nhiều người bị cận thị đã đặt câu hỏi về sự liên quan của các hoạt động không gian ở một quốc gia mới độc lập vốn gặp khó khăn trong việc nuôi sống dân cư. Nhưng cả Thủ tướng Nehru và Giáo sư Sarabhai đều không có bất kỳ sự mơ hồ nào về mục đích. Tầm nhìn của họ rất rõ ràng: nếu người Ấn Độ đóng một vai trò có ý nghĩa trong cộng đồng các quốc gia, họ phải không ai sánh kịp trong việc áp dụng các công nghệ tiên tiến vào các vấn đề thực tế của họ. Họ không có ý định sử dụng nó đơn thuần như một phương tiện thể hiện sức mạnh của chúng tôi.
Tiến bộ kinh tế của Ấn Độ đã làm cho chương trình vũ trụ của họ trở nên rõ ràng và tích cực hơn khi quốc gia này hướng tới mục tiêu tự lực hơn trong công nghệ vũ trụ. Năm 2008, Ấn Độ đã phóng 11 vệ tinh, trong đó có 9 vệ tinh của các quốc gia khác, và tiếp tục trở thành quốc gia đầu tiên phóng 10  vệ tinh trên một  tên lửa. ISRO đã đưa vào vận hành hai hệ thống vệ tinh chính: Hệ thống Vệ tinh Quốc gia Ấn Độ (INSAT) cho các dịch vụ thông tin liên lạc và các vệ tinh của Chương trình Viễn thám Ấn Độ (IRS) để quản lý tài nguyên thiên nhiên.

## Cơ cấu tổ chức và cơ sở vật chất
ISRO được quản lý bởi DOS, bản thân nó thuộc thẩm quyền của Ủy ban Không gian và quản lý các cơ quan và viện sau:
- Tổ chức Nghiên cứu Không gian Ấn Độ
- Antrix Corporation - Chi nhánh tiếp thị của ISRO, Bengaluru
- Phòng thí nghiệm Nghiên cứu Vật lý (PRL), Ahmedabad
- Phòng thí nghiệm Nghiên cứu Khí quyển Quốc gia (NARL), Gadanki, Andhra Pradesh
- NewSpace India Limited - Khu thương mại, Bengaluru
- Trung tâm Ứng dụng Không gian Đông Bắc (NE-SAC), Umiam
- Viện Khoa học và Công nghệ Không gian Ấn Độ (IIST), Thiruvananthapuram - Đại học vũ trụ của Ấn Độ

### Antrix Corporation Limited (Khu thương mại)
Được thành lập như bộ phận tiếp thị của ISRO, công việc của Antrix là quảng bá các sản phẩm, dịch vụ và công nghệ do ISRO phát triển.

### NewSpace India Limited (Khu thương mại)
Thiết lập để tiếp thị các công nghệ phụ, chuyển giao công nghệ thông qua giao diện ngành và mở rộng quy mô tham gia của ngành vào các chương trình không gian.

### Trung tâm ươm tạo công nghệ vũ trụ
ISRO đã mở Trung tâm Ươm tạo Công nghệ Không gian (S-TIC) tại các trường đại học kỹ thuật hàng đầu ở Ấn Độ, nơi sẽ ươm tạo các công ty khởi nghiệp để xây dựng các ứng dụng và sản phẩm song song với ngành và sẽ được sử dụng cho các sứ mệnh không gian trong tương lai. S-TIC sẽ đưa ngành công nghiệp, học viện và ISRO dưới một cái ô để đóng góp vào các sáng kiến nghiên cứu và phát triển (R&D) liên quan đến Chương trình Không gian Ấn Độ. Các S-TIC có tại Viện Công nghệ Quốc gia, Agartala phục vụ cho khu vực phía đông, Viện Công nghệ Quốc gia, Jalandhar cho khu vực phía Bắc và Viện Công nghệ Quốc gia, Tiruchirappalli cho khu vực phía Nam của Ấn Độ.

### Nhóm nghiên cứu không gian trước
Giống như Phòng thí nghiệm Sức đẩy Phản lực do NASA tài trợ (JPL) do Viện Công nghệ California (Caltech) quản lý, ISRO với Viện Khoa học Không gian và Công nghệ Ấn Độ (IIST) đã triển khai một khuôn khổ làm việc chung vào năm 2021, trong đó Ủy ban Giám sát được trao quyền (EOC) dưới sự Xây dựng Năng lực Văn phòng Chương trình (CBPO) của ISRO đặt tại Bengaluru sẽ phê duyệt tất cả các dự án nghiên cứu không gian ngắn hạn, trung hạn và dài hạn có lợi ích chung. Đổi lại, Nhóm Nghiên cứu Không gian Tiến bộ (ASRG) được thành lập tại IIST dưới sự hướng dẫn của EOC sẽ có toàn quyền sử dụng các cơ sở của ISRO. Mục tiêu chính là biến IIST thành một viện nghiên cứu và kỹ thuật không gian hàng đầu vào năm 2028–2030 có thể dẫn đầu các sứ mệnh thám hiểm không gian trong tương lai của ISRO.

### Cục Quản lý và Nhận thức Tình hình Vũ trụ
Để giảm sự phụ thuộc vào Bộ Chỉ huy Phòng thủ Hàng không Vũ trụ Bắc Mỹ (NORAD) về nhận thức tình huống không gian và bảo vệ các tài sản quân sự và dân sự, ISRO đang thiết lập các kính viễn vọng và radar ở bốn địa điểm để bao quát từng hướng. Leh, Núi Abu và Ponmudi đã được chọn để đặt các kính viễn vọng và radar sẽ bao phủ Bắc, Tây và Nam của lãnh thổ Ấn Độ. Chuyến cuối cùng sẽ ở Đông Bắc Ấn Độ để bao phủ toàn bộ khu vực phía đông. Trung tâm Vũ trụ Satish Dhawan tại Sriharikota đã hỗ trợ Radar Theo dõi Đa Vật thể (MOTR). Tất cả các kính viễn vọng và radar sẽ thuộc Tổng cục Quản lý và Nhận thức Tình hình Vũ trụ (DSSAM) ở Bengaluru. Nó sẽ thu thập dữ liệu theo dõi trên các vệ tinh không hoạt động và cũng sẽ thực hiện nghiên cứu về loại bỏ các mảnh vỡ đang hoạt động, mô hình hóa và giảm thiểu các mảnh vỡ trong không gian.
Để có cảnh báo sớm, ISRO đã bắt đầu một dự án trị giá ₹ 400 crore (4 tỷ; 53 triệu đô la Mỹ) được gọi là Mạng lưới theo dõi và phân tích đối tượng không gian (NETRA). Nó sẽ giúp nước này theo dõi sự xâm nhập của khí quyển , tên lửa đạn đạo xuyên lục địa (ICBM), vũ khí chống vệ tinh và các cuộc tấn công vào không gian khác. Tất cả các radar và kính thiên văn sẽ được kết nối thông qua NETRA. Hệ thống sẽ hỗ trợ các hoạt động từ xa và theo lịch trình. NETRA sẽ tuân theo các hướng dẫn của Ủy ban Điều phối Mảnh vỡ Không gian Liên cơ quan (IASDCC) và Văn phòng Liên hợp quốc về các vấn đề ngoài không gian (UNOSA). Mục tiêu của NETRA là theo dõi các vật thể ở khoảng cách 36.000 km (22.000 mi) trong GTO.
Ấn Độ đã ký một biên bản ghi nhớ về Hiệp ước Chia sẻ Dữ liệu Nhận thức Tình huống Không gian với Hoa Kỳ vào tháng 4 năm 2022. Nó sẽ cho phép Bộ Không gian hợp tác với Trung tâm Hoạt động Không gian Liên hợp (CSpOC) để bảo vệ các hành trình không gian trên không. tài sản của cả hai quốc gia khỏi các mối đe dọa từ thiên nhiên và nhân tạo. Vào ngày 11 tháng 7 năm 2022, Hệ thống ISRO về Quản lý Hoạt động Không gian An toàn và Bền vững (IS4OM) tại Trung tâm Kiểm soát Nhận thức Tình huống Vũ trụ, ở Peenya đã được khánh thành bởi Jitender Singh. Nó sẽ giúp cung cấp thông tin về va chạm trên quỹ đạo, sự phân mảnh, nguy cơ tái xâm nhập khí quyển, thông tin chiến lược dựa trên không gian, tiểu hành tinh nguy hiểm và dự báo thời tiết không gian. IS4OM sẽ bảo vệ tất cả các tài sản trong không gian hoạt động, xác định danh tính và giám sát các tàu vũ trụ đang hoạt động khác bằng các phương pháp tiếp cận gần có cầu vượt qua tiểu lục địa Ấn Độ và những tàu thực hiện các cuộc điều động có chủ đích với động cơ đáng ngờ hoặc tìm cách xâm nhập trở lại trong khu vực Nam Á.

### Các cơ sở khác
- Trạm phóng tên lửa Balasore (BRLS) - Odisha
- Bhaskaracharya Institute for Space Applications and Geo-Informatics (BISAG), Gandhinagar
- Trung tâm bay không gian con người (HSFC), Bengaluru
- Ủy ban Quốc gia về Nghiên cứu Không gian của Ấn Độ (INCOSPAR)
- Hệ thống vệ tinh định vị khu vực của Ấn Độ (IRNSS)
- Trung tâm Dữ liệu Khoa học Không gian Ấn Độ (ISSDC)
- Tế bào không gian tích hợp
- Trung tâm Thiên văn và Vật lý Thiên văn Liên Đại học (IUCAA)
- Đơn vị hệ thống quán tính ISRO (IISU) - Thiruvananthapuram
- Cơ sở điều khiển chính
- Trung tâm quan sát không gian sâu quốc gia (NDSPO)
- Trung tâm Dịch vụ Viễn thám Khu vực (RRSSC)

## Các chương trình vệ tinh chung
Kể từ khi phóng Aryabhata vào năm 1975, một số loạt vệ tinh và chòm sao đã được triển khai bởi các bệ phóng của Ấn Độ và nước ngoài. Hiện tại, ISRO đang vận hành một trong những vệ tinh liên lạc tích cực và vệ tinh hình ảnh trái đất lớn nhất cho mục đích quân sự và dân sự.

### Chuỗi IRS
Vệ tinh Viễn thám Ấn Độ (IRS) là vệ tinh quan sát trái đất của Ấn Độ. Chúng là bộ sưu tập vệ tinh viễn thám lớn nhất dành cho dân dụng đang hoạt động hiện nay, cung cấp các dịch vụ viễn thám. Tất cả các vệ tinh đều được đặt trong quỹ đạo đồng bộ của Mặt trời ở cực (ngoại trừ GISAT ) và cung cấp dữ liệu ở nhiều độ phân giải không gian, quang phổ và thời gian để cho phép thực hiện một số chương trình phù hợp với sự phát triển quốc gia. Các phiên bản đầu tiên bao gồm danh pháp 1 ( A , B , C , D ) trong khi các phiên bản sau được chia thành các lớp con được đặt tên dựa trên chức năng và cách sử dụng của chúng, bao gồmOceansat, Cartosat, HySIS, EMISAT và ResourceSat, v.v. Tên của chúng được thống nhất dưới tiền tố "EOS" bất kể hoạt động vào năm 2020. Chúng hỗ trợ một loạt các ứng dụng bao gồm trinh sát quang học, radar và điện tử cho các cơ quan Ấn Độ, quy hoạch thành phố, hải dương học và nghiên cứu môi trường.

### Chuỗi INSAT
Hệ thống vệ tinh quốc gia Ấn Độ (INSAT) là hệ thống viễn thông của nước này. Nó là một loạt các vệ tinh địa tĩnh đa năng do ISRO chế tạo và phóng để đáp ứng các nhu cầu viễn thông, phát thanh truyền hình, khí tượng và tìm kiếm cứu nạn. Kể từ khi giới thiệu hệ thống đầu tiên vào năm 1983, INSAT đã trở thành hệ thống thông tin liên lạc trong nước lớn nhất ở Khu vực Châu Á - Thái Bình Dương. Nó là một liên doanh của DOS, Cục Viễn thông, Cục Khí tượng Ấn Độ, Đài Phát thanh Toàn Ấn Độ và Doordarshan. Việc điều phối và quản lý tổng thể hệ thống INSAT thuộc về Ủy ban Điều phối INSAT cấp Thư ký. Danh pháp của sê-ri đã được đổi thành " GSAT " từ "INSAT", sau đó tiếp tục được đổi thành "CMS" từ năm 2020 trở đi. Những vệ tinh này cũng đã được sử dụng bởi Lực lượng vũ trang Ấn Độ . GSAT-9 hay "Vệ tinh SAARC" cung cấp dịch vụ liên lạc cho các nước láng giềng nhỏ hơn của Ấn Độ.

### Hệ thống định vị vệ tinh Gagan
Bộ Hàng không Dân dụng đã quyết định triển khai Hệ thống tăng cường GPS khu vực dựa trên vệ tinh bản địa còn được gọi là Hệ thống tăng cường dựa trên không gian (SBAS) như một phần của kế hoạch Truyền thông, Điều hướng, Giám sát và Quản lý Không lưu dựa trên Vệ tinh cho ngành hàng không dân dụng. Hệ thống SBAS của Ấn Độ đã được đặt tên viết tắt là GAGAN - GPS Aided GEO Augmented Navigation. Một kế hoạch quốc gia về điều hướng vệ tinh bao gồm triển khai Hệ thống Trình diễn Công nghệ (TDS) trên không phận Ấn Độ như một bằng chứng về khái niệm đã được Cơ quan Quản lý Sân bay Ấn Độ cùng chuẩn bị.và ISRO. TDS được hoàn thành trong năm 2007 với việc lắp đặt tám Trạm Tham chiếu của Ấn Độ tại các sân bay khác nhau được liên kết với Trung tâm Kiểm soát Tổng thể nằm gần Bangalore.

### Điều hướng với Chòm sao Ấn Độ (NavIC)
IRNSS với tên hoạt động là NavIC là một hệ thống vệ tinh dẫn đường khu vực độc lập do Ấn Độ phát triển. Nó được thiết kế để cung cấp dịch vụ thông tin vị trí chính xác cho người dùng ở Ấn Độ cũng như khu vực kéo dài tới 1.500 km (930 mi) từ biên giới của nó, là khu vực kinh doanh chính của nó. IRNSS cung cấp hai loại dịch vụ, đó là Dịch vụ Định vị Tiêu chuẩn (SPS) và Dịch vụ Hạn chế (RS), cung cấp độ chính xác vị trí cao hơn 20 m (66 ft) trong khu vực dịch vụ chính.

### Các vệ tinh khác
Đây là một danh sách động và có thể không bao giờ đáp ứng được các tiêu chuẩn cụ thể về tính hoàn chỉnh. Bạn có thể giúp đỡ bằng cách bổ sung các mục còn thiếu với các nguồn đáng tin cậy.
Kalpana-1 (MetSat-1) là vệ tinh khí tượng chuyên dụng đầu tiên của ISRO. Vệ tinh Ấn-Pháp SARAL vào ngày 25 tháng 2 năm 2013. SARAL (hay "Vệ tinh với ARgos và AltiKa") là một sứ mệnh hợp tác công nghệ đo độ cao, được sử dụng để theo dõi mực nước biển và bề mặt đại dương. AltiKa đo địa hình bề mặt đại dương với độ chính xác 8 mm (0,31 in), so với 2,5 cm (0,98 in) trung bình bằng máy đo độ cao và với độ phân giải không gian là 2 km (1,2 mi).
Khởi động xe
Trong những năm 1960 và 1970, Ấn Độ đã tự khởi xướng các phương tiện phóng do cân nhắc về địa chính trị và kinh tế. Trong những năm 1960-1970, nước này đã phát triển một tên lửa định âm, và đến những năm 1980, nghiên cứu đã tạo ra Phương tiện phóng vệ tinh-3 và Phương tiện phóng vệ tinh tăng cường (ASLV) tiên tiến hơn, hoàn chỉnh với cơ sở hạ tầng hỗ trợ hoạt động.

### Xe phóng qua vệ tinh
Phương tiện phóng vệ tinh (được gọi là SLV-3) là tên lửa vũ trụ đầu tiên do Ấn Độ phát triển. Lần phóng đầu tiên vào năm 1979 là một thất bại, sau đó là lần phóng thành công vào năm 1980, khiến Ấn Độ trở thành quốc gia thứ sáu trên thế giới có khả năng phóng theo quỹ đạo. Sự phát triển của các tên lửa lớn hơn bắt đầu sau đó.

### Phương tiện phóng vệ tinh tăng cường
Phương tiện phóng vệ tinh tăng cường hoặc nâng cao (ASLV) là một phương tiện phóng nhỏ khác được thực hiện vào năm 1980 để phát triển các công nghệ cần thiết để đặt vệ tinh vào quỹ đạo địa tĩnh . ISRO không có đủ kinh phí để phát triển ASLV và PSLV cùng một lúc. Vì ASLV liên tục gặp thất bại, nó đã bị loại bỏ để chuyển sang một dự án mới.

### Xe phóng vệ tinh Polar
Polar Satellite Launch Vehicle hay PSLV là phương tiện phóng tầm trung đầu tiên của Ấn Độ cho phép Ấn Độ phóng tất cả các vệ tinh viễn thám của mình lên quỹ đạo đồng bộ Mặt trời. PSLV đã gặp thất bại trong lần phóng đầu tiên vào năm 1993. Bên cạnh hai thất bại cục bộ khác, PSLV đã trở thành đầu tàu chính cho ISRO với hơn 50 lần phóng đưa hàng trăm vệ tinh của Ấn Độ và nước ngoài vào quỹ đạo.

### Phương tiện phóng vệ tinh không đồng bộ địa lý (GSLV)
Phương tiện phóng vệ tinh không đồng bộ được dự kiến vào năm 1990 để chuyển tải trọng đáng kể lên quỹ đạo địa tĩnh. ISRO ban đầu gặp khó khăn lớn trong việc nhận ra GSLV vì quá trình phát triển CE-7.5 ở Ấn Độ đã mất một thập kỷ. Mỹ đã chặn Ấn Độ lấy công nghệ đông lạnh từ Nga, dẫn đến việc Ấn Độ phát triển động cơ đông lạnh của riêng mình.

### GSLV Mark III
Phương tiện phóng vệ tinh địa đồng bộ Mark III (GSLV Mk III), còn được gọi là LVM3, là tên lửa nặng nhất đang hoạt động cùng ISRO. Được trang bị động cơ đông lạnh và tên lửa đẩy mạnh hơn GSLV, nó có khả năng chịu tải cao hơn đáng kể và cho phép Ấn Độ phóng tất cả các vệ tinh liên lạc của mình. LVM3 dự kiến sẽ thực hiện sứ mệnh phi hành đoàn đầu tiên của Ấn Độ lên vũ trụ và sẽ là nơi thử nghiệm cho động cơ SCE-200 sẽ cung cấp năng lượng cho các tên lửa nâng hạng nặng của Ấn Độ trong tương lai.

## Chương trình bay không gian của con người
Đề xuất đầu tiên đưa con người vào không gian đã được ISRO thảo luận vào năm 2006, dẫn đến việc nghiên cứu cơ sở hạ tầng và tàu vũ trụ cần thiết. Các cuộc thử nghiệm cho các sứ mệnh không gian do phi hành đoàn bắt đầu vào năm 2007 với Thí nghiệm Phục hồi Viên nang Không gian (SRE) nặng 600 kg (1.300 lb), được phóng bằng tên lửa Polar Satellite Launch Vehicle (PSLV) và trở về trái đất an toàn 12 ngày sau đó.
Năm 2009, Tổ chức Nghiên cứu Không gian Ấn Độ đề xuất ngân sách 124 tỷ Yên (tương đương 260 tỷ Yên hay 3,3 tỷ USD vào năm 2020) cho chương trình bay vào vũ trụ của con người. Một chuyến bay trình diễn không có lái dự kiến sẽ diễn ra sau bảy năm kể từ lần phê duyệt cuối cùng và một nhiệm vụ có phi hành đoàn sẽ được thực hiện sau bảy năm tài trợ. Một nhiệm vụ thủy thủ ban đầu không phải là ưu tiên và bị bỏ lại trong vài năm. Một thí nghiệm phục hồi viên nang vũ trụ vào năm 2014 và một thử nghiệm phá hủy tấm đệm vào năm 2018 được theo sau bởi thông báo của Thủ tướng Narendra Modi vào năm 2018 của ông Bài phát biểu trong Ngày Độc lập rằng Ấn Độ sẽ gửi các phi hành gia vào không gian vào năm 2022 trên tàu vũ trụ Gaganyaan mới. Đến nay, ISRO đã phát triển hầu hết các công nghệ cần thiết, chẳng hạn như mô-đun phi hành đoàn và hệ thống thoát hiểm cho phi hành đoàn, thức ăn trong không gian và hệ thống hỗ trợ sự sống. Dự án sẽ có chi phí dưới 100 tỷ yên (1,3 tỷ USD) và sẽ bao gồm việc đưa hai hoặc ba người Ấn Độ lên vũ trụ, ở độ cao 300–400 km (190–250 mi), trong ít nhất bảy ngày, sử dụng GSLV Mk -III phóng xe.

### Đào tạo phi hành gia và các cơ sở khác
Trung tâm Chuyến bay Không gian Con người (HSFC) mới được thành lập sẽ điều phối chiến dịch IHSF. ISRO sẽ thành lập một trung tâm đào tạo phi hành gia ở Bangalore để chuẩn bị nhân sự cho các chuyến bay trên phương tiện của phi hành đoàn. Nó sẽ sử dụng các phương tiện mô phỏng để đào tạo các phi hành gia được lựa chọn trong các hoạt động cứu hộ, phục hồi và tồn tại trong môi trường không trọng lực, đồng thời sẽ thực hiện các nghiên cứu về môi trường bức xạ của không gian. ISRO đã phải chế tạo các máy ly tâm để chuẩn bị cho các phi hành gia cho giai đoạn tăng tốc của vụ phóng. Các cơ sở phóng hiện có tại Trung tâm Vũ trụ Satish Dhawan sẽ phải được nâng cấp cho chiến dịch bay vào vũ trụ của con người Ấn Độ. Trung tâm bay không gian của con người vàGlavcosmos đã ký một thỏa thuận vào ngày 1 tháng 7 năm 2019 về việc tuyển chọn, hỗ trợ, kiểm tra y tế và đào tạo trong không gian của các phi hành gia Ấn Độ. Một Đơn vị Liên lạc Kỹ thuật ISRO (ITLU) sẽ được thành lập ở Moscow để tạo điều kiện phát triển một số công nghệ quan trọng và thiết lập các cơ sở đặc biệt cần thiết để hỗ trợ sự sống trong không gian. Bốn nhân viên Không quân Ấn Độ đã hoàn thành khóa đào tạo tại Trung tâm Huấn luyện Phi hành gia Yuri Gagarin vào tháng 3 năm 2021.

### Phi hành đoàn
ISRO đang nghiên cứu hướng tới một tàu vũ trụ có phi hành đoàn quỹ đạo có thể hoạt động trong bảy ngày ở quỹ đạo thấp của Trái đất. Tàu vũ trụ, được gọi là Gaganyaan, sẽ là cơ sở của Chương trình bay không gian của con người Ấn Độ. Tàu vũ trụ đang được phát triển để chở tối đa ba người và một phiên bản nâng cấp theo kế hoạch sẽ được trang bị điểm hẹn và khả năng cập bến. Trong sứ mệnh có phi hành đoàn đầu tiên của mình, tàu vũ trụ tự trị lớn 3 tấn (3,3 tấn ngắn; 3,0 tấn) của ISRO sẽ quay quanh Trái đất ở độ cao 400 km (250 dặm) trong tối đa bảy ngày với phi hành đoàn hai người trên Cái bảng. Kể từ tháng 2 năm 2021, phi hành đoàn được lên kế hoạch phóng trên GSLV Mk III của ISRO vào năm 2023.

### Trạm không gian
Ấn Độ có kế hoạch xây dựng một trạm vũ trụ như một chương trình tiếp theo tới Gaganyaan. Chủ tịch ISRO K. Sivan cho biết Ấn Độ sẽ không tham gia chương trình Trạm Vũ trụ Quốc tế và thay vào đó sẽ xây dựng một trạm vũ trụ 20 tấn (22 tấn ngắn; 20 tấn) của riêng mình. Nó dự kiến sẽ được đặt trong quỹ đạo Trái đất thấp ở độ cao 400 km (250 dặm) và có khả năng chứa ba con người trong 15–20 ngày. Khung thời gian chính xác là 5 đến 7 năm sau khi hoàn thành dự án Gaganyaan.

### Khoa học hành tinh và thiên văn học
ISRO và Viện Nghiên cứu Cơ bản Tata đã vận hành một cơ sở phóng khinh khí cầu tại Hyderabad từ năm 1967. Vị trí gần xích đạo địa từ, nơi thông lượng tia vũ trụ sơ cấp và thứ cấp đều thấp, khiến nó trở thành một vị trí lý tưởng để nghiên cứu nền tia X vũ trụ khuếch tán.
ISRO đã đóng một vai trò trong việc phát hiện ra ba loài vi khuẩn ở tầng bình lưu trên ở độ cao từ 20–40 km (12–25 mi). Vi khuẩn, có khả năng chống bức xạ cực tím cao, không được tìm thấy ở những nơi khác trên Trái đất, dẫn đến suy đoán liệu chúng có nguồn gốc ngoài Trái đất hay không. Chúng được coi là cực đoan, và được đặt tên là Bacillus isronensis để ghi nhận đóng góp của ISRO trong các thí nghiệm khinh khí cầu, dẫn đến việc phát hiện ra nó, Bacillus aryabhata theo tên nhà thiên văn cổ đại nổi tiếng của Ấn Độ Aryabhata và Janibacter hoylei theo tên nhà vật lý thiên văn nổi tiếng Fred Hoyle.

### Astrosat
Ra mắt vào năm 2015, Astrosat là đài quan sát không gian đa bước sóng chuyên dụng đầu tiên của Ấn Độ. Nghiên cứu quan sát của nó bao gồm các hạt nhân thiên hà đang hoạt động, sao lùn trắng nóng, xung động của các sao xung, hệ sao đôi và lỗ đen siêu lớn nằm ở trung tâm của thiên hà.

## Khám phá ngoài Trái đất

### Thám hiểm mặt trăng
Chandryaan ( viết tắt là ' Mooncraft  ') là một loạt tàu vũ trụ thám hiểm mặt trăng của Ấn Độ. Nhiệm vụ ban đầu bao gồm một tàu quỹ đạo và tàu thăm dò tác động có kiểm soát trong khi các nhiệm vụ sau đó bao gồm tàu đổ bộ, tàu thám hiểm và nhiệm vụ lấy mẫu.

### Chandrayaan-1
Chandrayaan-1 là sứ mệnh đầu tiên của Ấn Độ lên Mặt trăng. Sứ mệnh thám hiểm mặt trăng bằng robot bao gồm một tàu quỹ đạo mặt trăng và một tàu tác động có tên là Moon Impact Probe. ISRO đã phóng nó bằng cách sử dụng một phiên bản sửa đổi của PSLV vào ngày 22 tháng 10 năm 2008 từ Trung tâm Vũ trụ Satish Dhawan. Nó đi vào quỹ đạo Mặt Trăng vào ngày 8 tháng 11 năm 2008, mang theo thiết bị viễn thám có độ phân giải cao cho các tần số tia X có thể nhìn thấy, hồng ngoại gần và mềm và cứng. Trong thời gian hoạt động 312 ngày (theo kế hoạch là hai năm), nó đã khảo sát bề mặt Mặt Trăng để tạo ra một bản đồ hoàn chỉnh về các đặc điểm hóa học và địa hình ba chiều của nó. Các vùng cực được quan tâm đặc biệt, vì chúng có thể có băngtiền gửi. Chandrayaan-1 mang theo 11 thiết bị: 5 của Ấn Độ và 6 từ các viện và cơ quan vũ trụ nước ngoài (bao gồm NASA, ESA, Học viện Khoa học Bungari, Đại học Brown và các tổ chức và công ty châu Âu và Bắc Mỹ khác), được mang miễn phí. Chandrayaan-1 phát hiện ra nước trên Mặt trăng. Nhóm sứ mệnh đã được trao giải thưởng SPACE 2009 của Viện Hàng không và Du hành vũ trụ Hoa Kỳ, giải thưởng Hợp tác Quốc tế của Nhóm Công tác Thăm dò Mặt Trăng năm 2008, và Hiệp hội Vũ trụ Quốc giaGiải thưởng Tiên phong Không gian năm 2009 trong hạng mục khoa học và kỹ thuật.

### Chandrayaan-2
Chandrayaan-2, sứ mệnh thứ hai lên Mặt trăng, bao gồm một tàu quỹ đạo, một tàu đổ bộ và một tàu thám hiểm. Nó được phóng lên Phương tiện phóng vệ tinh không đồng bộ Mark III (GSLV-MkIII) vào ngày 22 tháng 7 năm 2019, bao gồm một tàu quỹ đạo mặt trăng, tàu đổ bộ Vikram và tàu thăm dò mặt trăng Pragyan, tất cả đều được phát triển ở Ấn Độ. Đây là sứ mệnh đầu tiên nhằm khám phá khu vực cực nam Mặt Trăng ít được khám phá. Mục tiêu của sứ mệnh Chandrayaan-2 là hạ cánh một người máy rô bốt để tiến hành các nghiên cứu khác nhau trên bề mặt Mặt Trăng.
Tàu đổ bộ Vikram, mang theo tàu thăm dò Pragyan, được lên kế hoạch hạ cánh xuống mặt gần của Mặt trăng, ở vùng cực nam ở vĩ độ khoảng 70 ° S vào khoảng 1 giờ 50 sáng (IST) vào ngày 7 tháng 9 năm 2019. Tuy nhiên, tàu đổ bộ đi chệch khỏi quỹ đạo dự định của nó bắt đầu từ độ cao 2,1 km (1,3 mi), và phép đo từ xa bị mất vài giây trước khi dự kiến chạm đất. Một hội đồng đánh giá kết luận rằng sự cố hạ cánh là do trục trặc phần mềm. Tàu quỹ đạo Mặt Trăng được định vị hiệu quả trong quỹ đạo Mặt Trăng tối ưu, kéo dài thời gian phục vụ dự kiến của nó từ một năm lên bảy năm. Sẽ có một nỗ lực khác để hạ cánh mềm lên Mặt trăng vào năm 2023 mà không có tàu quỹ đạo.

### Thám hiểm sao hỏa

#### Sứ mệnh quỹ đạo sao Hỏa (MOM) hoặc (Mangalyaan-1)
Sứ mệnh Quỹ đạo Sao Hỏa (MOM), được gọi không chính thức là Mangalyaan, được Tổ chức Nghiên cứu Không gian Ấn Độ (ISRO) phóng lên quỹ đạo Trái đất vào ngày 5 tháng 11 năm 2013 và đã đi vào quỹ đạo sao Hỏa vào ngày 24 tháng 9 năm 2014. Do đó, Ấn Độ trở thành quốc gia đầu tiên để một tàu thăm dò không gian đi vào quỹ đạo sao Hỏa trong lần thử đầu tiên. Nó được hoàn thành với chi phí thấp kỷ lục là 74 triệu đô la.
MOM được đưa vào quỹ đạo sao Hỏa vào ngày 24 tháng 9 năm 2014. Tàu vũ trụ có khối lượng phóng là 1.337 kg (2.948 lb), với trọng tải là 15 kg (33 lb) của năm dụng cụ khoa học.
Hiệp hội Vũ trụ Quốc gia đã trao cho nhóm Sứ mệnh Quỹ đạo Sao Hỏa Giải thưởng Tiên phong Không gian 2015 trong hạng mục khoa học và kỹ thuật.

## Các ứng dụng

### Viễn thông
Ấn Độ sử dụng mạng liên lạc vệ tinh - một trong những mạng lớn nhất thế giới - cho các ứng dụng như quản lý đất đai, quản lý tài nguyên nước, dự báo thiên tai, mạng vô tuyến, dự báo thời tiết, hình ảnh khí tượng và liên lạc máy tính. Các dịch vụ kinh doanh, hành chính và các chương trình như Trung tâm Tin học Quốc gia (NIC) là những người hưởng lợi trực tiếp từ công nghệ vệ tinh được ứng dụng.

### Quân đội
Tế bào Không gian Tích hợp, thuộc trụ sở Bộ Tham mưu Phòng thủ Liên hợp của Bộ Quốc phòng, đã được thành lập để sử dụng hiệu quả hơn các tài sản trong không gian của đất nước cho các mục đích quân sự và để xem xét các mối đe dọa đối với các tài sản này. Lệnh này sẽ thúc đẩy công nghệ vũ trụ bao gồm cả vệ tinh. Không giống như bộ chỉ huy hàng không vũ trụ, nơi Không quân kiểm soát hầu hết các hoạt động của mình, Tế bào Không gian Tích hợp dự kiến sự hợp tác và phối hợp giữa ba dịch vụ cũng như các cơ quan dân sự đối phó với không gian.
Với 14 vệ tinh, bao gồm GSAT-7A dành riêng cho quân sự và phần còn lại là vệ tinh lưỡng dụng, Ấn Độ có số lượng vệ tinh lớn thứ tư hoạt động trên bầu trời, bao gồm các vệ tinh dành riêng cho lực lượng không quân (IAF) và hải quân. GSAT-7A, một vệ tinh liên lạc quân sự tiên tiến được chế tạo dành riêng cho Không quân, tương tự như GSAT-7 của Hải quân và GSAT-7A sẽ nâng cao khả năng tác chiến tập trung vào mạng của IAF bằng cách liên kết các trạm radar mặt đất khác nhau. , căn cứ trên mặt đất và máy bay kiểm soát và cảnh báo sớm trên không (AWACS) như Beriev A-50 Phalconvà DRDO AEW & CS.
GSAT-7A cũng sẽ được Quân đoàn Hàng không sử dụng cho các hoạt động trực thăng và máy bay không người lái (UAV). Năm 2013, ISRO phóng GSAT-7 cho Hải quân sử dụng độc quyền để giám sát Khu vực Ấn Độ Dương (IOR) với 'dấu chân' 2.000 hải lý (3.700 km; 2.300 mi) của vệ tinh và thực -khả năng đầu vào thời gian cho tàu chiến, tàu ngầm và máy bay hàng hải của Ấn Độ. Để thúc đẩy các hoạt động tập trung vào mạng của IAF, ISRO đã phóng GSAT-7A vào tháng 12 năm 2018. Chuỗi vệ tinh quan sát trái đất bằng radar RISAT cũng có nghĩa là để sử dụng quân sự. ISRO đã phóng EMISAT vào ngày 1 tháng 4 năm 2019. EMISAT là vệ tinh tình báo điện tử ( ELINT ) nặng 436 kg (961 lb). Nó sẽ cải thiện nhận thức tình huống của Lực lượng vũ trang Ấn Độ bằng cách cung cấp thông tin và vị trí của các radar thù địch.
Các vệ tinh và phương tiện phóng vệ tinh của Ấn Độ đã có những hoạt động quân sự. Trong khi tên lửa Prithvi tầm bắn 150–200 km (93–124 mi) của Ấn Độ không có nguồn gốc từ chương trình không gian của Ấn Độ, thì tên lửa Agni tầm trung có nguồn gốc từ SLV-3 của chương trình không gian của Ấn Độ. Trong những năm đầu thành lập, dưới thời Sarabhai và Dhawan, ISRO đã phản đối các ứng dụng quân sự cho các dự án lưỡng dụng của mình như SLV-3. Cuối cùng, chương trình tên lửa dựa trên Tổ chức Nghiên cứu và Phát triển Quốc phòng (DRDO) đã mượn nhân viên và công nghệ từ ISRO. Nhà khoa học tên lửa APJ Abdul Kalam (sau đó được bầu làm tổng thống), người từng đứng đầu dự án SLV-3 tại ISRO, đã tiếp quản chương trình tên lửa tại DRDO. Khoảng một chục nhà khoa học đã đồng hành cùng ông, giúp thiết kế tên lửa Agni sử dụng nhiên liệu rắn ở giai đoạn đầu của SLV-3 và giai đoạn hai là nhiên liệu lỏng (có nguồn gốc từ tên lửa Prithvi). Các vệ tinh IRS và INSAT chủ yếu được thiết kế và sử dụng cho các ứng dụng kinh tế-dân sự, nhưng chúng cũng cung cấp các sản phẩm quân sự. Năm 1996, Bộ Quốc phòng đã tạm thời ngăn chặn việc sử dụng IRS-1C của các bộ nông nghiệp và môi trường của Ấn Độ để giám sát các tên lửa đạn đạo gần biên giới của Ấn Độ. Năm 1997, "Học thuyết sức mạnh không quân" của Không quân mong muốn sử dụng các tài sản không gian để giám sát và quản lý chiến đấu.

### Thuộc về lý thuyết
Các tổ chức như Đại học Mở Quốc gia Indira Gandhi và Học viện Công nghệ Ấn Độ sử dụng vệ tinh cho các ứng dụng giáo dục. Từ năm 1975 đến năm 1976, Ấn Độ tiến hành chương trình xã hội học lớn nhất bằng công nghệ vũ trụ, tiếp cận 2.400  ngôi làng thông qua lập trình video bằng ngôn ngữ địa phương nhằm phát triển giáo dục thông qua công nghệ ATS-6 do NASA phát triển. Thử nghiệm này — được đặt tên là Thử nghiệm truyền hình hướng dẫn qua vệ tinh (SITE) —được thực hiện các chương trình phát video quy mô lớn dẫn đến cải thiện đáng kể trong giáo dục nông thôn. Giáo dục có thể đến các vùng nông thôn hẻo lánh với sự trợ giúp của các chương trình trên.

### Telemedicine
ISRO đã áp dụng công nghệ của mình cho y tế từ xa, kết nối trực tiếp bệnh nhân ở các vùng nông thôn với các chuyên gia y tế ở các địa điểm thành thị thông qua vệ tinh. Vì dịch vụ chăm sóc sức khỏe chất lượng cao không được cung cấp phổ biến ở một số vùng sâu vùng xa của Ấn Độ, bệnh nhân ở những khu vực đó được các bác sĩ ở trung tâm đô thị chẩn đoán và phân tích trong thời gian thực thông qua hội nghị truyền hình. Sau đó, bệnh nhân được tư vấn về thuốc và cách điều trị, và được điều trị bởi các nhân viên tại một trong những 'bệnh viện siêu chuyên khoa' theo hướng dẫn của các bác sĩ đó. Các xe y tế từ xa di động cũng được triển khai để đến các địa điểm ở các khu vực xa và cung cấp chẩn đoán và hỗ trợ cho bệnh nhân.

### Hệ thống thông tin đa dạng sinh học
ISRO cũng đã giúp triển khai Hệ thống Thông tin Đa dạng Sinh học của Ấn Độ, được hoàn thành vào tháng 10 năm 2002. Nirupa Sen trình bày chi tiết về chương trình: "Dựa trên việc lấy mẫu thực địa chuyên sâu và lập bản đồ bằng cách sử dụng các công cụ lập mô hình không gian địa lý và viễn thám vệ tinh, các bản đồ đã được tạo ra về lớp phủ thực vật trên một Tỷ lệ 1: 250.000. Điều này đã được tập hợp lại trong cơ sở dữ liệu hỗ trợ web liên kết thông tin cấp độ gen của các loài thực vật với thông tin không gian trong cơ sở dữ liệu BIOSPEC về các khu vực điểm nóng sinh thái, cụ thể là đông bắc Ấn Độ, Tây Ghats, Tây Himalayas và Andaman và Quần đảo Nicobar . Điều này đã được thực hiện với sự hợp tác giữa Bộ Công nghệ Sinh học và ISRO. "

### Bản đồ học
IRS-P5 của Ấn Độ (CARTOSAT-1) được trang bị thiết bị panchromatic có độ phân giải cao để cho phép nó sử dụng cho mục đích bản đồ. IRS-P5 (CARTOSAT-1) được theo sau bởi một mô hình tiên tiến hơn có tên IRS-P6 cũng được phát triển cho các ứng dụng nông nghiệp. Dự án CARTOSAT-2, được trang bị camera đơn sắc hỗ trợ hình ảnh tại chỗ theo từng cảnh cụ thể, đã thành công dự án CARTOSAT-1.

### Spin-off
Nghiên cứu của ISRO đã được chuyển hướng thành các phần phụ để phát triển các công nghệ khác nhau cho các lĩnh vực khác. Ví dụ bao gồm chân tay sinh học cho người không có chân tay, silica aerogel để giữ ấm cho binh lính Ấn Độ phục vụ ở những vùng cực lạnh, thiết bị phát cảnh báo nguy hiểm khi có tai nạn, radar thời tiết Doppler và các cảm biến và máy móc khác nhau phục vụ công tác kiểm tra trong các ngành kỹ thuật.

## Hợp tác quốc tế
ISRO đã ký nhiều thỏa thuận hợp tác chính thức dưới hình thức Thỏa thuận hoặc Biên bản ghi nhớ (MoU) hoặc Thỏa thuận khung với Afghanistan , Algeria , Argentina , Armenia , Australia , Bahrain , Bangladesh , Bolivia , Brazil , Brunei , Bulgaria , Canada , Chile , Trung Quốc , Ai Cập , Phần Lan , Pháp , Đức , Hungary , Indonesia, Israel , Ý , Nhật Bản , Kazakhstan , Kuwait , Maldives , Mauritius , Mexico , Mông Cổ , Maroc , Myanmar , Na Uy , Peru , Bồ Đào Nha , Hàn Quốc , Nga , São Tomé và Príncipe , Ả Rập Saudi , Singapore , Nam Phi , Tây Ban Nha , Oman , Thụy Điển , Syria, Tajikistan , Thái Lan , Hà Lan , Tunisia , Ukraine , Các Tiểu vương quốc Ả Rập Thống nhất , Vương quốc Anh , Hoa Kỳ , Uzbekistan , Venezuela và Việt Nam. Các văn kiện hợp tác chính thức đã được ký kết với các cơ quan đa phương quốc tế bao gồm Trung tâm Dự báo Thời tiết Tầm trung Châu Âu (ECMWF), Ủy ban Châu Âu, Tổ chức Khai thác Vệ tinh Khí tượng Châu Âu (EUMETSAT), Cơ quan Vũ trụ Châu Âu (ESA) và Hiệp hội Hợp tác Khu vực Nam Á (SAARC).

### Các dự án hợp tác đáng chú ý

#### Chandrayaan-1
Chandrayaan-1 cũng đã chở các trọng tải khoa học lên mặt trăng từ NASA, ESA, Cơ quan Vũ trụ Bulgaria và các tổ chức / công ty khác ở Bắc Mỹ và Châu Âu.

#### Nhiệm vụ vệ tinh Ấn-Pháp
ISRO có hai sứ mệnh vệ tinh hợp tác với CNES của Pháp, đó là Megha-Tropiques để nghiên cứu chu trình nước trong khí quyển nhiệt đới và SARAL để đo độ cao. Một sứ mệnh thứ ba bao gồm vệ tinh quan sát trái đất với máy ảnh hồng ngoại nhiệt, TRISHNA (Vệ tinh chụp ảnh bằng tia hồng ngoại nhiệt để đánh giá tài nguyên thiên nhiên có độ phân giải cao) đang được hai nước lên kế hoạch.

#### LUPEX
Nhiệm vụ Thăm dò Địa cực Mặt Trăng là một sứ mệnh chung của Ấn-Nhật nhằm nghiên cứu bề mặt địa cực của Mặt Trăng, nơi Ấn Độ được giao nhiệm vụ cung cấp các công nghệ hạ cánh mềm.

#### NISAR
Rađa khẩu độ tổng hợp NASA-ISRO (NISAR) là một dự án rađa chung giữa Ấn Độ và Hoa Kỳ mang một băng tần L và một rađa băng tần S. Nó sẽ là vệ tinh hình ảnh radar đầu tiên trên thế giới sử dụng tần số kép.
Một số hợp tác đáng chú ý khác bao gồm:
ISRO vận hành LUT / MCC theo Chương trình Tìm kiếm và Cứu nạn COSPAS / SARSAT quốc tế.
Ấn Độ đã thành lập Trung tâm Giáo dục Khoa học và Công nghệ Vũ trụ ở Châu Á - Thái Bình Dương (CSSTE-AP) do Liên Hợp Quốc tài trợ.
Ấn Độ là thành viên của Ủy ban Liên hợp quốc về sử dụng hòa bình ngoài không gian, Cospas-Sarsat, Liên đoàn du hành vũ trụ quốc tế, Ủy ban nghiên cứu vũ trụ (COSPAR), Ủy ban điều phối mảnh vỡ vũ trụ liên cơ quan (IADC), Đại học vũ trụ quốc tế, và Ủy ban Vệ tinh Quan sát Trái đất (CEOS).
Đóng góp vào chòm sao ảo BRICS được quy hoạch cho viễn thám.

## Số liệu thống kê
Cập nhật lần cuối: ngày 27 tháng 7 năm 2022
- Tổng số vệ tinh nước ngoài được ISRO phóng: 345 (34 quốc gia)
- Nhiệm vụ tàu vũ trụ: 114
- Khởi động nhiệm vụ: 84
- Vệ tinh sinh viên: 13
- Nhiệm vụ tái nhập: 2

## Tranh cãi

### Lừa đảo phổ tần số S
Tại Ấn Độ, phổ điện từ, một nguồn tài nguyên khan hiếm cho truyền thông không dây, được Chính phủ Ấn Độ bán đấu giá cho các công ty viễn thông sử dụng. Ví dụ về giá trị của nó, vào năm 2010, băng tần 3G 20 MHz đã được bán đấu giá với giá 677 tỷ yên (8,5 tỷ USD). Phần phổ này được phân bổ cho liên lạc trên mặt đất (điện thoại di động). Tuy nhiên, vào tháng 1 năm 2005, Antrix Corporation (chi nhánh thương mại của ISRO) đã ký một thỏa thuận với Devas Multimedia (một công ty tư nhân được thành lập bởi các cựu nhân viên ISRO và các nhà đầu tư mạo hiểm từ Hoa Kỳ) để cho thuê bộ phát đáp băng tần S (lên tới 70 MHz phổ tần) trên hai vệ tinh ISRO (GSAT 6 và GSAT 6A) với giá ₹ 14 tỷ yên. (180 triệu đô la Mỹ), sẽ được trả trong thời hạn 12 năm. Phổ được sử dụng trong các vệ tinh này (2500 MHz trở lên) được phân bổ bởi Liên minh Viễn thông Quốc tế đặc biệt cho truyền thông dựa trên vệ tinh ở Ấn Độ. Theo giả thuyết, nếu sự phân bổ phổ tần được thay đổi để sử dụng cho truyền dẫn trên mặt đất và nếu dải phổ 70 MHz này được bán với giá đấu giá năm 2010 của phổ 3G, giá trị của nó sẽ là hơn 2.000 tỷ yên (25 tỷ đô la Mỹ). Đây là một tình huống giả định. Tuy nhiên, Tổng Kiểm toán viên và Tổng Kiểm toán đã xem xét tình huống giả định này và ước tính sự chênh lệch giữa các mức giá là một thiệt hại cho Chính phủ Ấn Độ.
Đã có những sai sót trong việc thực hiện các thủ tục chính thức. Antrix / ISRO đã phân bổ dung lượng của hai vệ tinh trên dành riêng cho Devas Multimedia, trong khi các quy tắc cho biết nó phải luôn không độc quyền. Nội các đã thông báo sai vào tháng 11 năm 2005 rằng một số nhà cung cấp dịch vụ quan tâm đến việc sử dụng dung lượng vệ tinh, trong khi thỏa thuận Devas đã được ký kết. Ngoài ra, Ủy ban Không gian đã không được thông báo khi phê duyệt vệ tinh thứ hai (chi phí của nó đã bị pha loãng nên không cần sự chấp thuận của Nội các). ISRO cam kết chi 7,66 tỷ yên (96 triệu đô la Mỹ) tiền công vào việc xây dựng, phóng và vận hành hai vệ tinh được thuê cho Devas. Vào cuối năm 2009, một số người trong ISRO đã tiết lộ thông tin về thương vụ Devas-Antrix, và các cuộc điều tra sau đó đã dẫn đến việc hủy bỏ thương vụ. G. Madhavan Nair (Chủ tịch ISRO khi thỏa thuận được ký kết) đã bị cấm đảm nhiệm bất kỳ chức vụ nào thuộc Bộ Vũ trụ. Một số nhà khoa học trước đây bị kết tội "hành vi ủy thác" hoặc "hành vi thiếu sót". Devas và Deutsche Telekom yêu cầu bồi thường thiệt hại lần lượt là 2 tỷ USD và 1 tỷ USD. Cục Doanh thu và Bộ Công ty bắt đầu điều tra về việc sở hữu cổ phần của Devas.
Cục Điều tra Trung ương đã đăng ký một vụ án chống lại bị can trong thương vụ Antrix-Devas theo Mục 120-B, bên cạnh Mục 420 của IPC và Mục 13 (2) được đọc cùng với 13 (1) (d) của Đạo luật PC, năm 1988 vào tháng 3 Năm 2015 chống lại giám đốc điều hành khi đó của Antrix Corporation, hai quan chức của một công ty có trụ sở tại Hoa Kỳ, một công ty đa phương tiện tư nhân có trụ sở tại Bangalore và các quan chức không rõ khác của Antrix Corporation hoặc Bộ Vũ trụ.
Devas Multimedia bắt đầu tố tụng trọng tài chống lại Antrix vào tháng 6 năm 2011. Vào tháng 9 năm 2015, Tòa án Trọng tài Quốc tế của Phòng Thương mại Quốc tế đã ra phán quyết có lợi cho Devas và yêu cầu Antrix bồi thường 672 triệu đô la Mỹ (44,35 tỷ Rs) tiền bồi thường thiệt hại cho Devas. Antrix phản đối yêu cầu của Devas về phán quyết của tòa án tại Tòa án Tối cao Delhi.